# Turraea robusta
Turraea robusta är en tvåhjärtbladig växtart som beskrevs av Guerke. Turraea robusta ingår i släktet Turraea och familjen Meliaceae. Inga underarter finns listade i Catalogue of Life.